# Aud Wilken
Aud Wilken (født i 1965 i DDR) er en dansk sanger, har dansk far og tysk mor. Som barn boede hun i DDR og kom til Danmark i 1975.

## Musikkarriere
Aud Wilken debuterede på The Overlords plade Midnight at the Grooveyard i 1988. Hun medvirkede på The Poets plade The Poets i 1990. Optrådte på en række projekter med Martin Hall og andre kunstnere på den eksperimenterende danske musikscene.
Aud Wilken blev landskendt i 1995, da hun vandt Dansk Melodi Grand Prix med "Fra Mols til Skagen". Sangen blev ikke spået gode chancer ved Eurovision Song Contest, men fik 92 point og opnåede en 5. plads, hvilket var Danmarks bedste placering i mange år.
I 1999 gav hun sit bidrag ved indsamlingen til ofrene i Kosovo, i sangen "Selv en dråbe". Samme år 1999 udgav hun CD'en Diamond in the rough (produceret af Kasper Winding og Thomas Blachman, udgivet på Universal (nr. 153 331 2).
I 2007 deltog hun igen i Dansk Melodi Grand Prix, med sangen "Husker du" men kvalificerede sig ikke videre fra semifinalen.

## Diskografi
- Diamond in the rough (1999)